# ألبرتو غارسيا جونيور
ألبرتو غارسيا جونيور (بالإسبانية: Alberto Jorge García Carpizo)‏ هو لاعب كرة قدم مكسيكي في مركز الهجوم، ولد في 26 سبتمبر 1993 في غوادالاخارا في المكسيك. لعب مع أتلانتي إف سي ونادي أمريكا ونادي جامعة غوادالاخارا ونادي غوادالاخارا.

## وصلات خارجية
- ألبرتو غارسيا جونيور على موقع قاعدة بيانات كرة القدم.إي يو (الإنجليزية)
- ألبرتو غارسيا جونيور على موقع Soccerway.com (الإنجليزية)
- ألبرتو غارسيا جونيور على موقع AS.com (الإسبانية)